# Орёл (Речицкий район)
Орёл (бел. Арол) — посёлок в Заспенском сельсовете Речицкого района Гомельской области Беларуси.

## География

### Расположение
В 19 км на юг от Речицы и железнодорожной станции Речица (на линии Гомель — Калинковичи), в 69 км от Гомеля.

## Транспортная система
Транспортная связь по просёлочной, а затем по автодороге Лоев — Речица.
В посёлке 22 жилых дома (2004 год). Планировка складывается из 2-х параллельных прямолинейных улиц, ориентированных с юго-запада на северо-восток. Застройка — редкая, деревянными домами усадебного типа.

## История
Основан в начале 1920-х годов, после того как из состава деревни Яновка был выделен посёлок. В 1931 году организован колхоз. Во время Великой Отечественной войны на фронтах погибли 23 жителя посёлка. Освобождён 14 ноября 1943 года. В 1959 году деревня находилась в составе колхоза имени С. М. Кирова с центром в деревне Свиридовичи.
До 31 октября 2006 года в составе Свиридовичского сельсовета.

## Население

### Численность
2004 год — 22 двора, 53 жителя.

### Динамика
- 1930 год — 23 двора, 65 жителей.
- 1959 год — 122 жителя (согласно переписи).
- 2004 год — 22 двора, 53 жителя.